# Labeobarbus versluysii
Labeobarbus versluysii är en fiskart som först beskrevs av Holly 1929.  Labeobarbus versluysii ingår i släktet Labeobarbus och familjen karpfiskar. IUCN kategoriserar arten globalt som livskraftig. Inga underarter finns listade i Catalogue of Life.